# Eiríksjökull
Eiríksjökull – lodowiec w środkowo-zachodniej Islandii, w pobliżu Langjökull. 

## Etymologia
Nazwa Eiríksjökull pochodzi od nazwiska zbiegłego złodzieja Eiríkura, który uciekł ściągającym go ludziom, wspinając się na północno-zachodni stok lodowca.     

## Opis
Lodowiec leży w środkowo-zachodniej Islandii. Ma formę czapy lodowej i zajmuje powierzchnię 22 km² (stan na 2011 rok), będąc dziewiątym lodowcem Islandii. Ma pięć głównych lodowców wyprowadzających: Brækur eystri, Brækur vestri, Klofajökull, Þorvaldsjökull i Ögmundarjökull. 